# 弗罗因德利希环形山
弗罗因德利希环形山（Freundlich）是月球背面北半球一座大型的撞击坑，约形成于酒海纪，其名称取自德国天文学家埃尔温-芬莱·弗罗因德利希（Erwin Finlay-Freundlich，1885年-1964年），1970年被国际天文联合会正式批准接受。

## 描述
该陨坑位于直径600公里的弗罗因德利希-沙罗诺夫盆地之内，坐落在西北偏北的特朗普勒环形山与东南偏南的白贝罗环形山中间。该环形山的中心月面坐标为25°00′N 170°53′E / 25.00°N 170.89°E，直径83.16公里，深度2.805公里。
弗罗因德利希环形山的边缘呈圆形，南北二端已严重侵蚀，沿该二侧边缘横跨着一群撞击坑；陨坑侧壁平均高出周边地形1380米，内部容积约6480.07公里³。坑内地表上也散布着一些小陨坑。

## 卫星陨石坑

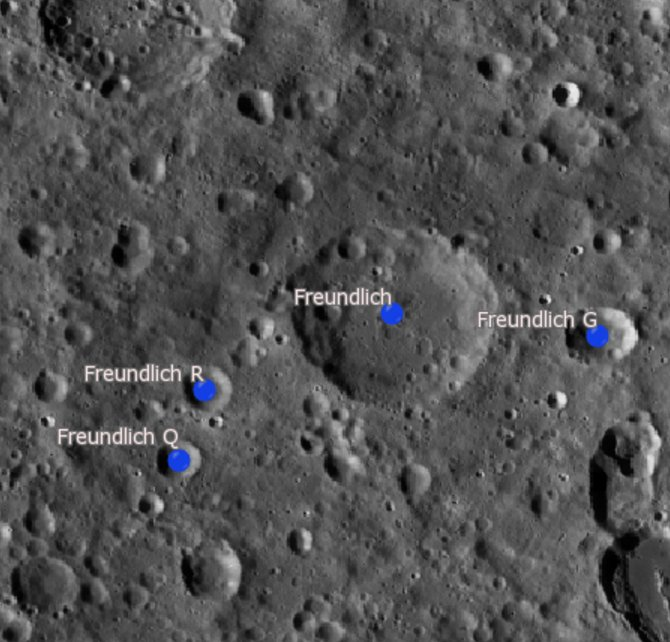
月球勘测轨道飞行器拍摄

按惯例，最靠近弗罗因德利希环形山的卫星坑在月图上以字母标注在该坑中心点的旁边。
| 弗罗因德利希 | 纬度     | 经度      | 直径       |
| ------------ | -------- | --------- | ---------- |
| G            | 24.67° N | 173.89° E | 27.76 公里 |
| Q            | 22.83° N | 167.75° E | 17.71 公里 |
| R            | 23.87° N | 168.14° E | 21.82 公里 |

- 卫星坑"弗罗因德利希 G"约形成于酒海纪[1]；

## 图示

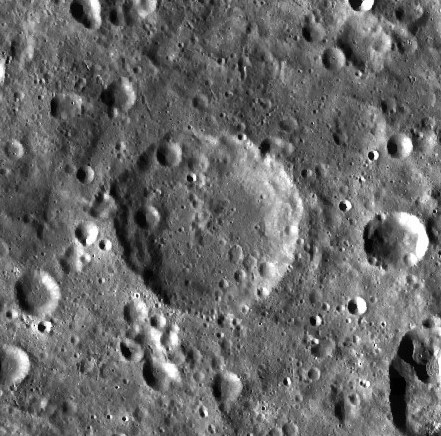
月球勘测轨道飞行器拍摄的弗罗因德利希环形山
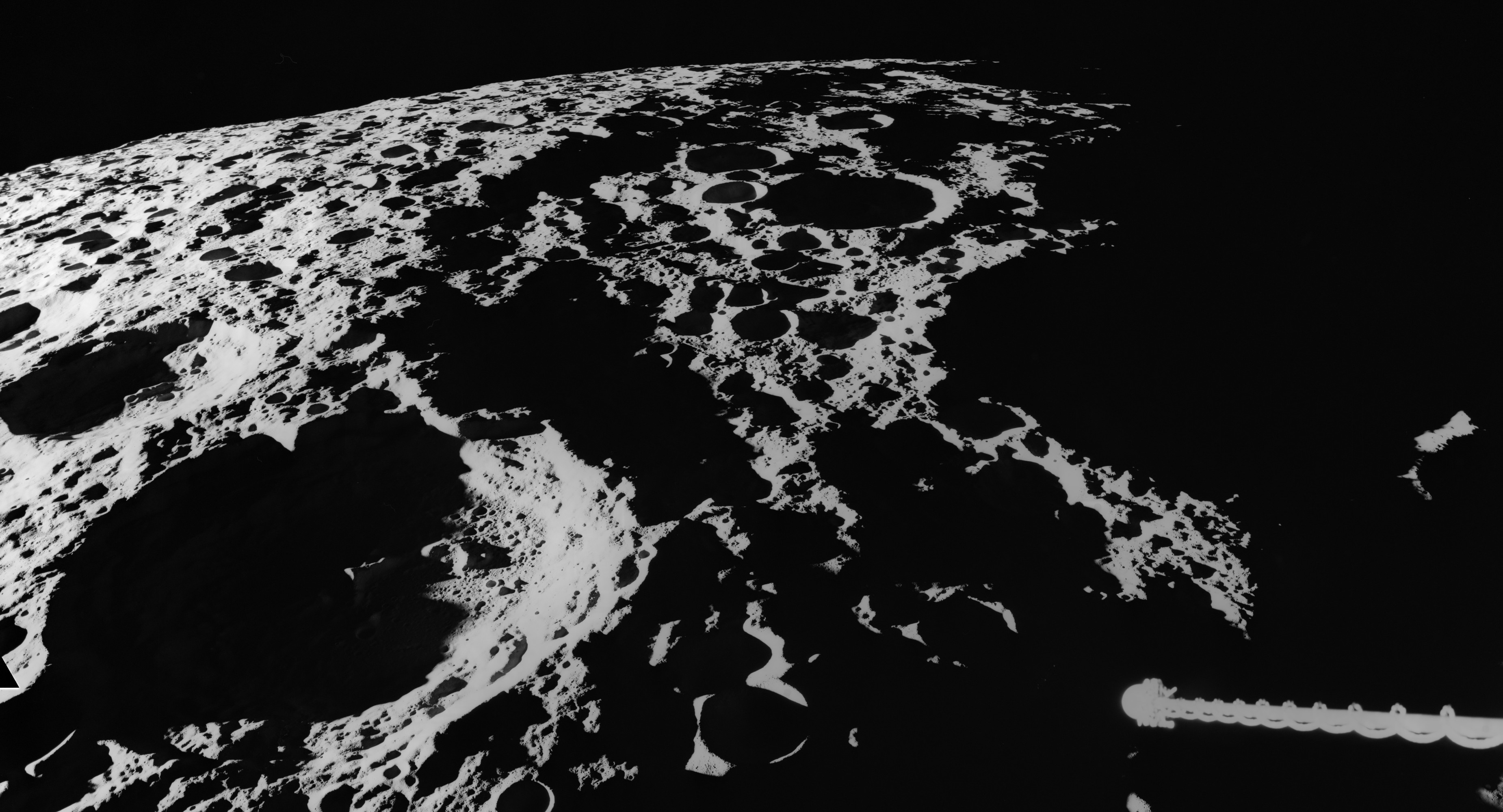
阿波罗16号拍摄的弗罗因德利希-沙罗诺夫盆地